# Jupiter Farms
Jupiter Farms ist  ein census-designated place (CDP) im Palm Beach County im US-Bundesstaat Florida. Das U.S. Census Bureau hat bei der Volkszählung 2020 eine Einwohnerzahl von 12.572 ermittelt. 

## Geographie
Jupiter Farms grenzt im Osten direkt an die Stadt Jupiter und liegt rund 25 km nördlich von West Palm Beach.

## Demographische Daten
Laut der Volkszählung 2010 verteilten sich die damaligen 11.994 Einwohner auf 4.375 Haushalte. Die Bevölkerungsdichte lag bei 307,5 Einw./km². 94,8 % der Bevölkerung bezeichneten sich als Weiße, 1,2 % als Afroamerikaner, 0,2 % als Indianer und 1,0 % als Asian Americans. 1,2 % gaben die Angehörigkeit zu einer anderen Ethnie und 1,7 % zu mehreren Ethnien an. 8,6 % der Bevölkerung bestand aus Hispanics oder Latinos.
Im Jahr 2010 lebten in 36,4 % aller Haushalte Kinder unter 18 Jahren sowie 21,2 % aller Haushalte Personen mit mindestens 65 Jahren. 81,9 % der Haushalte waren Familienhaushalte (bestehend aus verheirateten Paaren mit oder ohne Nachkommen bzw. einem Elternteil mit Nachkomme). Die durchschnittliche Größe eines Haushalts lag bei 2,84 Personen und die durchschnittliche Familiengröße bei 3,10 Personen.
25,1 % der Bevölkerung waren jünger als 20 Jahre, 16,9 % waren 20 bis 39 Jahre alt, 40,6 % waren 40 bis 59 Jahre alt und 17,3 % waren mindestens 60 Jahre alt. Das mittlere Alter betrug 45 Jahre. 50,6 % der Bevölkerung waren männlich und 49,4 % weiblich.
Das durchschnittliche Jahreseinkommen lag bei 92.038 $, dabei lebten 6,9 % der Bevölkerung unter der Armutsgrenze.